# Symbolický interakcionismus
Symbolický interakcionismus je směr v sociálních vědách, který myšlenkově navazuje na interakcionismus. Svým obsahem spadá pod jedno ze základních paradigmat sociologického myšlení, interpretativní sociologii. Symbolický interakcionismus zkoumá společnost skrze interakci jedinců a její následnou interpretaci. Jedinec přiřazuje sociálním interakcím významy, které pak následným sdílením přecházejí v symboly určující chování a jednání jedince. Vzájemná interakce jedinců je zprostředkovávána především řečí (včetně neverbálních projevů, gest a mimiky), která je postavená na základě už existujícího společenského systému symbolů. Komunikace mezi jednotlivci je založena na vzájemné výměně signifikantních symbolů, které vycházejí z určitého úmyslu jednoho a vyvolávají vzájemnou interakcí odpovídající záměr u druhého.
Mezi nejvýznamnější předchůdce symbolického interakcionismu bývá řazen Charles Horton Cooley a George Herbert Mead.  Samotný pojem symbolický interakcionismus je poprvé použit až v roce 1937 Meadovým žákem Herbertem Blumerem v časopise Men and Society.
Pozice symbolického interakcionismu v sociologii je poněkud problematická, vzhledem k tomu, že se svým zaměřením podobá sociální psychologii. Protože je tento směr zaměřen jen na jedince, je některými autory označován za jakousi „anti-sociologii“. Symbolický interakcionismus byl rozpracován do dalších směrů, například Erwingem Goffmanem - dramaturgická sociologie nebo Haroldem Garfinklem -entometodologie

## Historická východiska
Zdroje symbolického interakcionismu jako přístupu ke zkoumání lidské přirozenosti můžeme najít již v 17.a 18. století, a to především ve filosofickém hnutí známém jako skotské osvícenství. Adam Smith, jeden z členů hnutí, který se ve své práci zabýval vzájemným posuzováním jednání jednotlivců, zjistil, že se samotný jedinec při jednání posuzuje skrze představu někoho jiného konajícího stejnou činnost.
Domněnku, že se lidská přirozenost vytváří během interakce vyslovili i John Locke a David Hume, který se taktéž řadí mezi skotské osvícence.
V symbolickém interakcionismu se myšlenkou, že jedinec vnímá účinky objektů a podle toho jedná, promítá i pragmatismus. Např. Mead sám sebe označoval za pragmatistu a behavioristu.  

## Výzkum Ch. Cooleyho a G.H. Meada
Americký sociolog Charles Cooley navázal na myšlenky Adama Smitha týkající se hodnocení sebe sama v závislosti na představě reakce ostatních, tzv. Looking-glass self. Cooley v rámci problematiky rozlišil primární skupinu od zbytku společnosti. Určitá primární skupina obsahuje nejbližší okolí jedince (rodina, přátelé, sousedi), které si jedinec přednostně představuje při hodnocení svého jednání.
George Herbert Mead, jedna z klíčových postav symbolického interakcionismu, došel ve svém výzkumu k závěru, že se jednání člověka zakládá na symbolech. Pomocí socializace a učení rolí jedinec poznává význam těchto symbolů a rozvíjí pojímání sebe sama (tzv. bytostné já z anglického Self). Podle Meada se Self skládá z dvou částí: I a Me.
1.    I: činná, spontánně impulzivní, jednající část Self
2.    Me: má vjemový charakter, jedinec díky ní vidí sebe sama v očích společnosti, odráží se v ní společenské normy.
Mead formuloval složky Self skrze termíny Play a Game.
1.    Play: fáze, kdy si člověk v dětství hraje sám se sebou, představuje I
2.    Game: hra, jejíž součástí jsou vztahy, pravidla a role, představuje Me

## H. Blumer a formulace symbolického interakcionismu
Herbert Blumer, žák George Herberta Meada a představitel tzv. druhé Chicagské školy, myšlenky svého učitele přejal a doplnil. Zformuloval 3 základní pilíře symbolického interakcionismu:
1. Lidé jednají na základě významů, které věcem sami připisují. Takové věci zahrnují všechno od hmotných věcí, jako jsou například stromy či židle po osoby či abstraktnější kategorie jako je přátelství a další. Situace běžného denního života nevyjímaje.
2. Význam těchto věcí je odvozen či vzniká v sociální interakci, která probíhá mezi jedinci.
3. Tyto významy se používají a mění v procesu interpretace, kterou používá každá osoba z toho důvodu, aby se vypořádala s věcmi, se kterými se střetává.[5]

H. Blumer dále rozdělil interakci na symbolickou (regulace jednání v závislosti na symbolech) a nesymbolickou (automatické jednání) a zpochybňoval předpoklady kvantitativní metodologie. Snažil se vytvořit metodologii alternativní – kvalitativní.

## Definice situace
Definice situace je klíčový proces při interpretaci světa. Každou situaci si definujeme, tedy přidělíme ji význam. Ve vzájemné interakci porovnáváme své definice a tím vytváříme společné intersubjektivní definice situace. Pro příklad: vidím předmět, který si pro sebe definuje jako malý stůl. Partner v interakci si stejný předmět definuje jako lavici. V průběhu interakce vyjednáváme své definice a hledáme společnou definici. Příště, až budeme vnímat stejný předmět, budeme ho znovu definovat, ale do této definice bude již zasahovat definice, kterou jsme si již dříve vyjednali. Tak je zajištěno určité porozumění mezi lidmi.
Schopnost člověka vytvářet a používat symbolické systémy určuje lidské bytí. Je tedy nutné zkoumat a vysvětlovat lidské jednání v kontextu významů a symbolických systémů.

## Důsledky symbolického interakcionismu
Symbolický interakcionismus ovlivňuje sociologii dodnes, jeho stopy lze nalézt zejména v díle E. Goffmana, R. Collinse anebo A. Hochschilodvé. E. Goffman ve svém díle vychází z předpokladu, že osobitost jedince se formuje v průběhu sociálních interakcí. Jedinci jsou schopní získat pocit osobní identity pouze pomocí vzájemné komunikace s ostatními a řízením způsobů, jakými prezentují sebe sama před svým okolím. A. Hochschildová tuto ideu doplňuje tvrzením, že emoce, které jsou současně něčím vnějším (tzn. že spočívají v interakcích mezi jedinci a skupinami) taktéž podléhají sebeovládání. Emoce a pocity jsou tedy přímo spojeny s chováním a jedinci je zažívají v momentech, které předcházejí interakci s ostatními.